# Błażej Salamon
Błażej Salamon (ur. 25 października 1987 w Tarnowskich Górach) – polski hokeista.

## Kariera klubowa
- SMS II Sosnowiec (2004-2005)
- SMS I Sosnowiec (2005-2006)
- Polonia Bytom (2006-2007)
- GKS Tychy (2008-2009)
- Naprzód Janów (2009-2010)
- Polonia Bytom (2010-2011)
- JKH GKS Jastrzębie (2011-2013)
- Polonia Bytom (2013-2018)
- GKS Tychy (2018-2019)
- Zagłębie Sosnowiec (2019-2020)
- GKS Katowice (2020)

Jest wychowankiem Polonii Bytom, były zawodnik GKS-u Tychy i Naprzodu Janów. Po odejściu z Janowa wrócił do Bytomia. W sezonie 2010/2011 zdobył w 37 meczach 89 pkt strzelając 39 bramek i zaliczając 50 asyst. Od 2011 do 2013 zawodnik JKH GKS Jastrzębie. Od maja 2013 ponownie zawodnik Polonii Bytom. Od końca października 2018 do stycznia 2019 był zawodnikiem GKS Tychy. Wkrótce potem został zawodnikiem Zagłębia Sosnowiec. Na początku 2020 przeszedł do GKS Katowice. Po sezonie 2019/2020 odszedł z tego klubu.

## Kariera reprezentacyjna
Reprezentant kraju w grupach młodzieżowych. Wystąpił kilkakrotnie w seniorskiej reprezentacji Polski, w tym podczas Mistrzostw Świata 2009. Zdobył bramkę w przegranym meczu Polska - Rosja "Soczi 2014" 3:6.

## Sukcesy
Klubowe
- Puchar Polski: 2012 z JKH GKS Jastrzębie
- Srebrny medal mistrzostw Polski: 2013 z JKH GKS Jastrzębie
- Brązowy medal mistrzostw Polski: 2017 z Polonią Bytom, 2020[8] z GKS Katowice

Indywidualne
- Polska Hokej Liga (2016/2017):
  - Zdobywca przesądzającego gola w rywalizacji o trzecie miejsce: 24 marca 2017[9]